# Palatul Cultural din Blaj

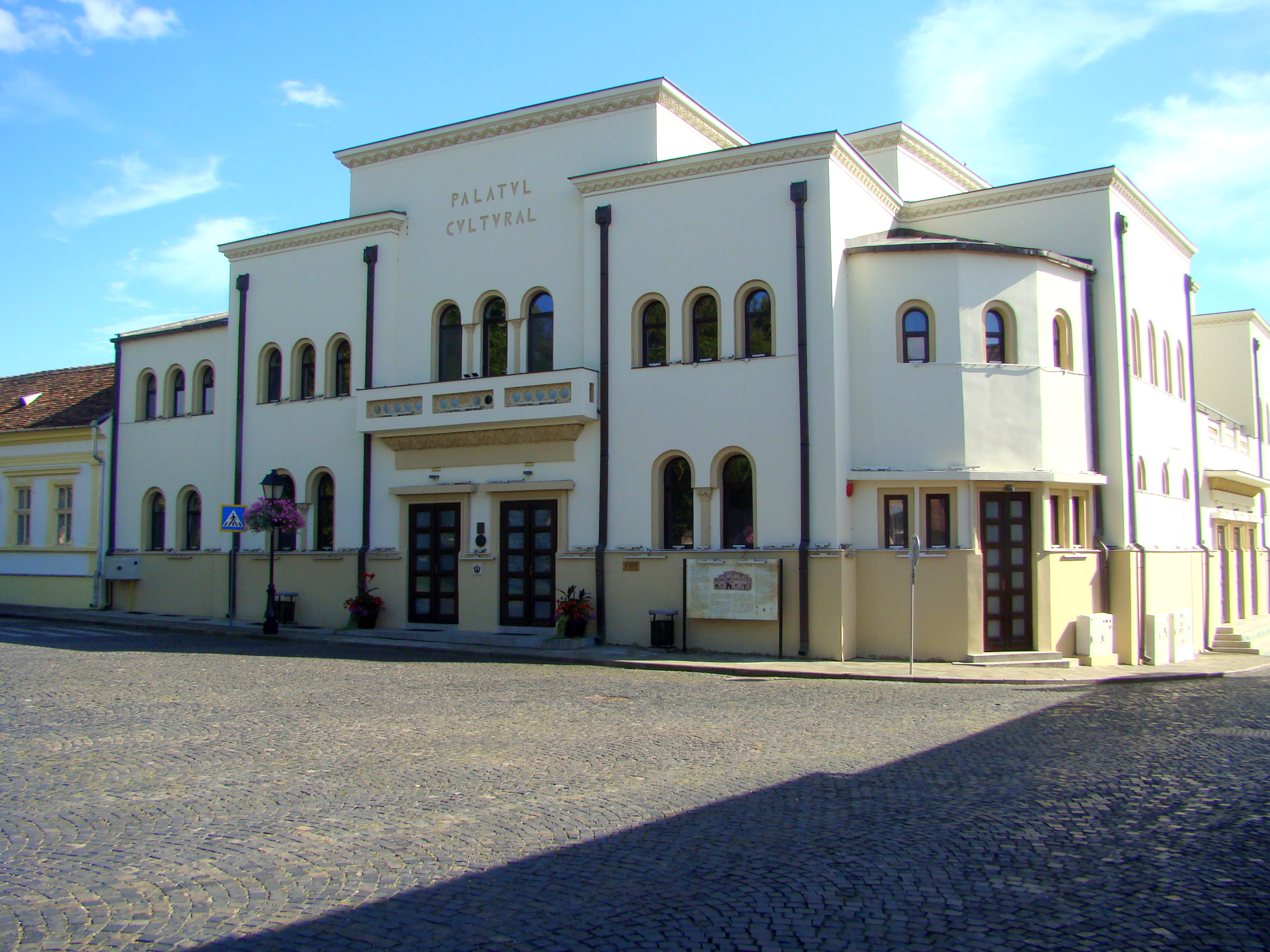
Palatul Cultural din Blaj (august 2023)

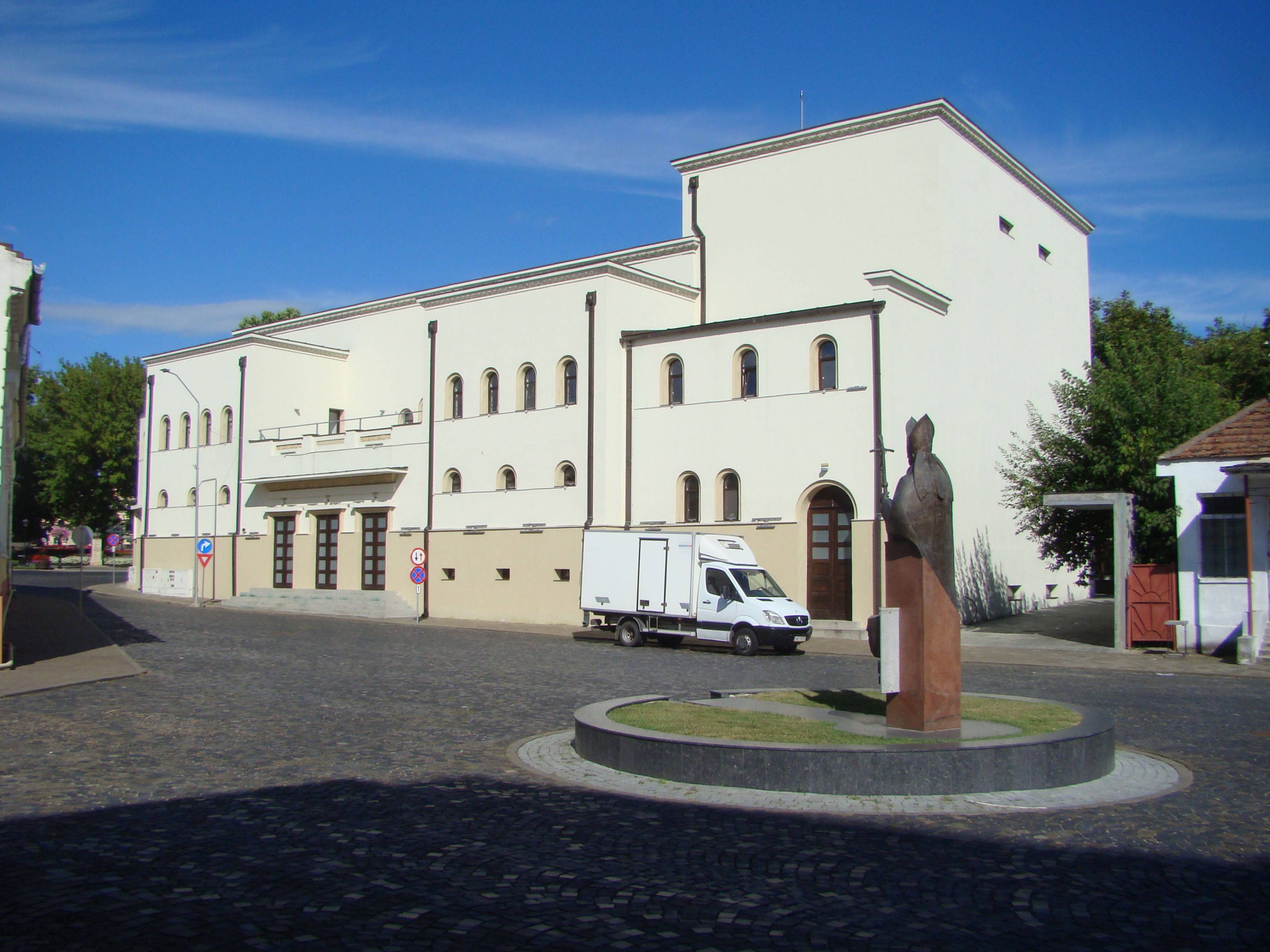
Palatul Cultural din Blaj (august 2023)

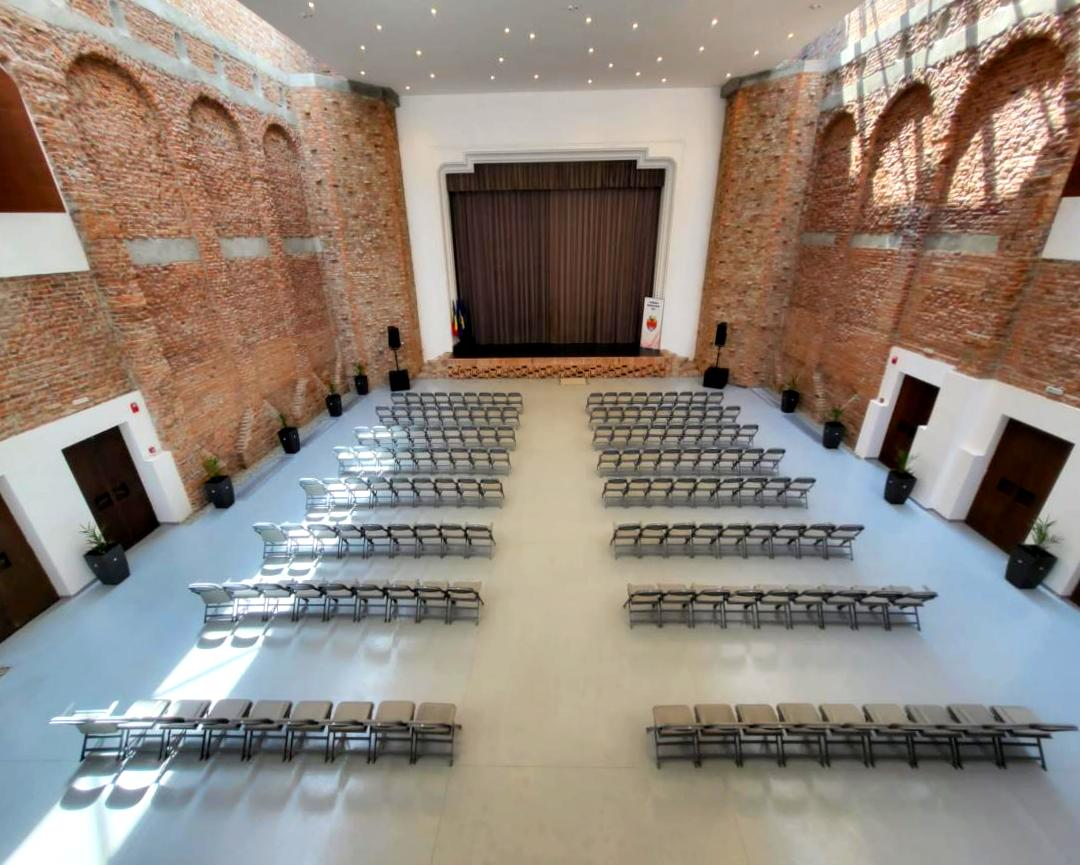
Palatul Cultural din Blaj (interior)

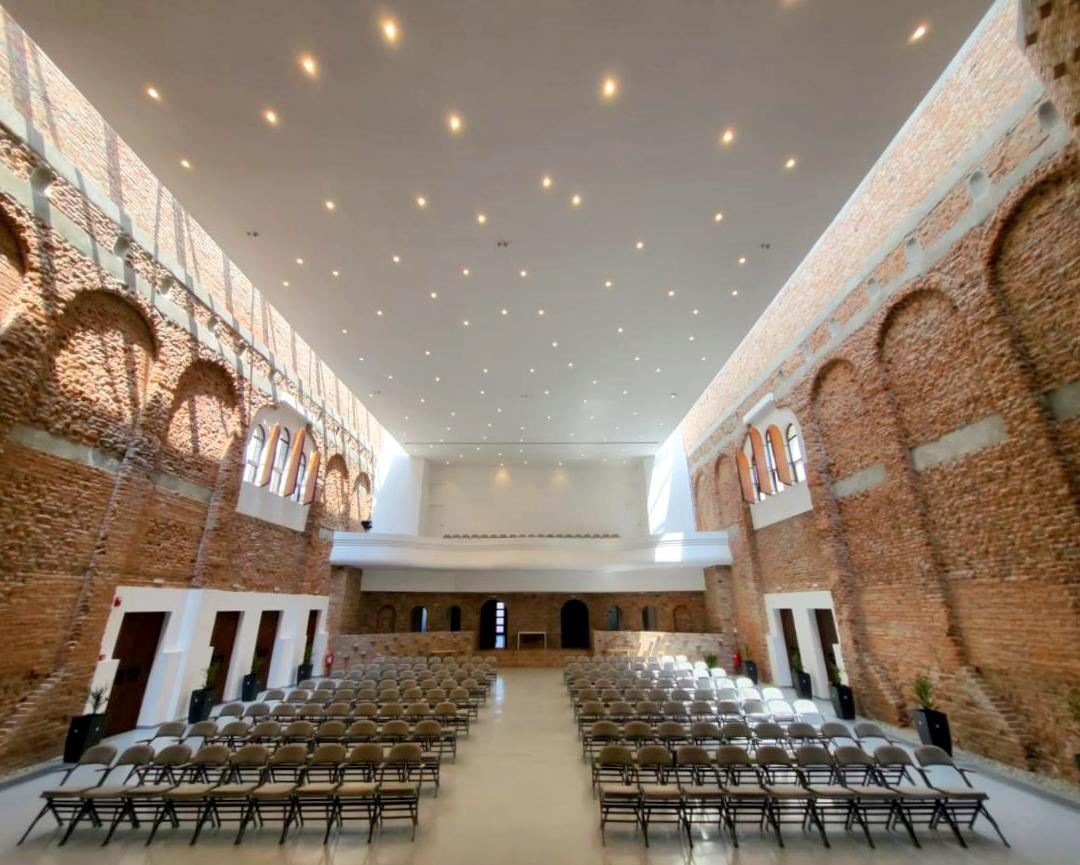
Palatul Cultural din Blaj (interior)

Palatul Cultural este o clădire simbol pentru municipiul Blaj. Clădirea inițială a fost proiectată în 1930, de arhitectul Victor Smigelschi, pentru a găzdui evenimente organizate de Asociația culturală ASTRA. A fost inaugurată șase ani mai târziu, în 1936, în prezența regelui Carol al II-lea și a întregului guvern și a găzduit toate evenimentele culturale din perioada interbelică.

## Istoric
Palatul Cultural a fost proiectat în anul 1930 de către arhitectul Victor Smigelschi din București. Se presupune că s-a construit pe fosta proprietate pe care se găsea casa în care a trait marele filolog și academician Timotei Cipariu. Clădirea urma să fie folosită pentru evenimentele inițiate de Asociația Culturală ASTRA. În încăperile de la etaj au funcționat pe rând Muzeul de Istorie și Etnografie al Blajului, Biblioteca orășenească și Centrul de radioficare Blaj, toate aducând diverse modificări funcționale ale spațiului interior.
În anul 1948 clădirea a fost trecută în proprietatea statului, purtând denumirea de Ateneul Popular „Horea, Cloșca și Crișan” din Blaj. Începând cu anii 60 în clădire a funcționat cinematograful „Nicolae Bălcescu” al orașului Blaj. După 1989, a fost retrocedat Mitropoliei Române Unite cu Roma Greco-Catolice. În decembrie 1995 un incendiu devastator a distrus o mare parte din clădire, fiind puternic afectate acoperișul sălii de spectacole și spațiul interior al acesteia. Mai rămăseseră doar pereții exteriori și o parte din încăperile de la primul etaj. Clădirea a rămas în stare de ruină până în anul 2012 când s-a inițiat proiectul de reabilitare și refuncționalizare a acesteia. S-a dorit realizarea unei săli multifuncționale flexibile, care să poată adăposti o gamă largă de evenimente culturale pentru comunitate: concerte, baluri, conferințe, expoziții, piese de teatru. De asemenea în clădire urmează să activeze sediul Academiei Române - Filiala Alba.
Lucrările executate au constat în consolidări structurale, refacerea tuturor șarpantelor și învelitorilor, refacerea finisajelor interioare și exterioare, reabilitarea tâmplăriei originale la ușile de intrare (singurele păstrate), refacerea tâmplăriei interioare și exterioare, refacerea instalațiilor sanitare, electrice, încălzire, realizarea instalației de ventilație, montarea sistemului de obturare al luminatoarelor, realizarea mecanicii de scenă, realizarea amenajărilor exterioare din curtea Palatului.
Proiectantul a fost arhitectul  Vlad Sebastian Rusu din Cluj, constructori: sc K&Kiss srl Cristuru Secuiesc și sc. Herbau srl. Miercurea Ciuc. Tâmplăria existentă a fost restaurată de Fazakas János din Odorheiu Secuiesc, iar ornamentica exterioară de Kereszturi Zoltán din Vălenii.
Reabilitarea Palatului Cultural din Blaj a câștigat premiul Uniunii Europene pentru patrimonial cultural (Premiul Europa Nostra 2017), cea mai înaltă distincție din Europa în domeniul patrimoniului. Clădirea este structurată pe trei nivele, demisol, parter și etaj pe laturile de nord și vest.

## Imagini din exterior

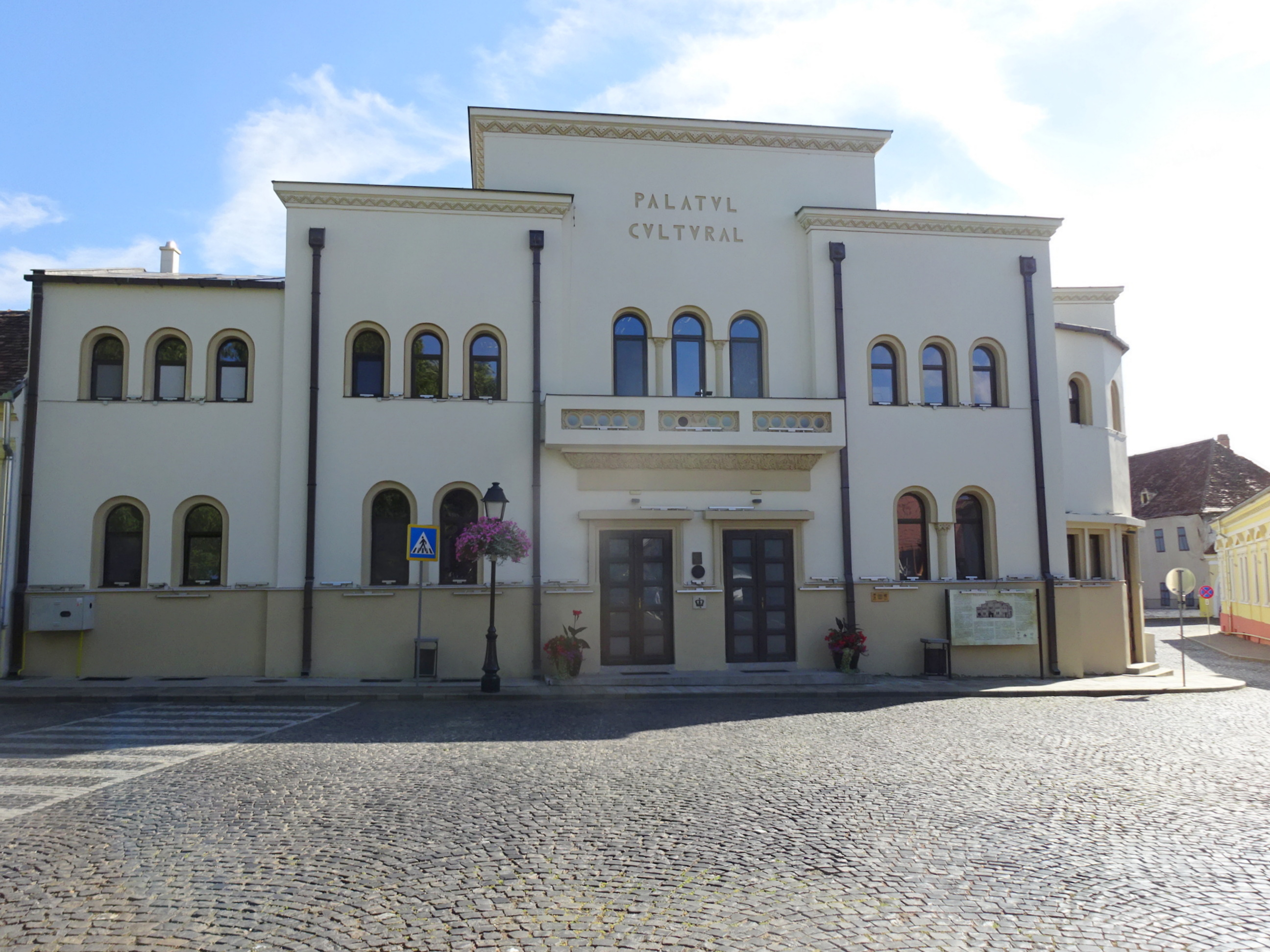
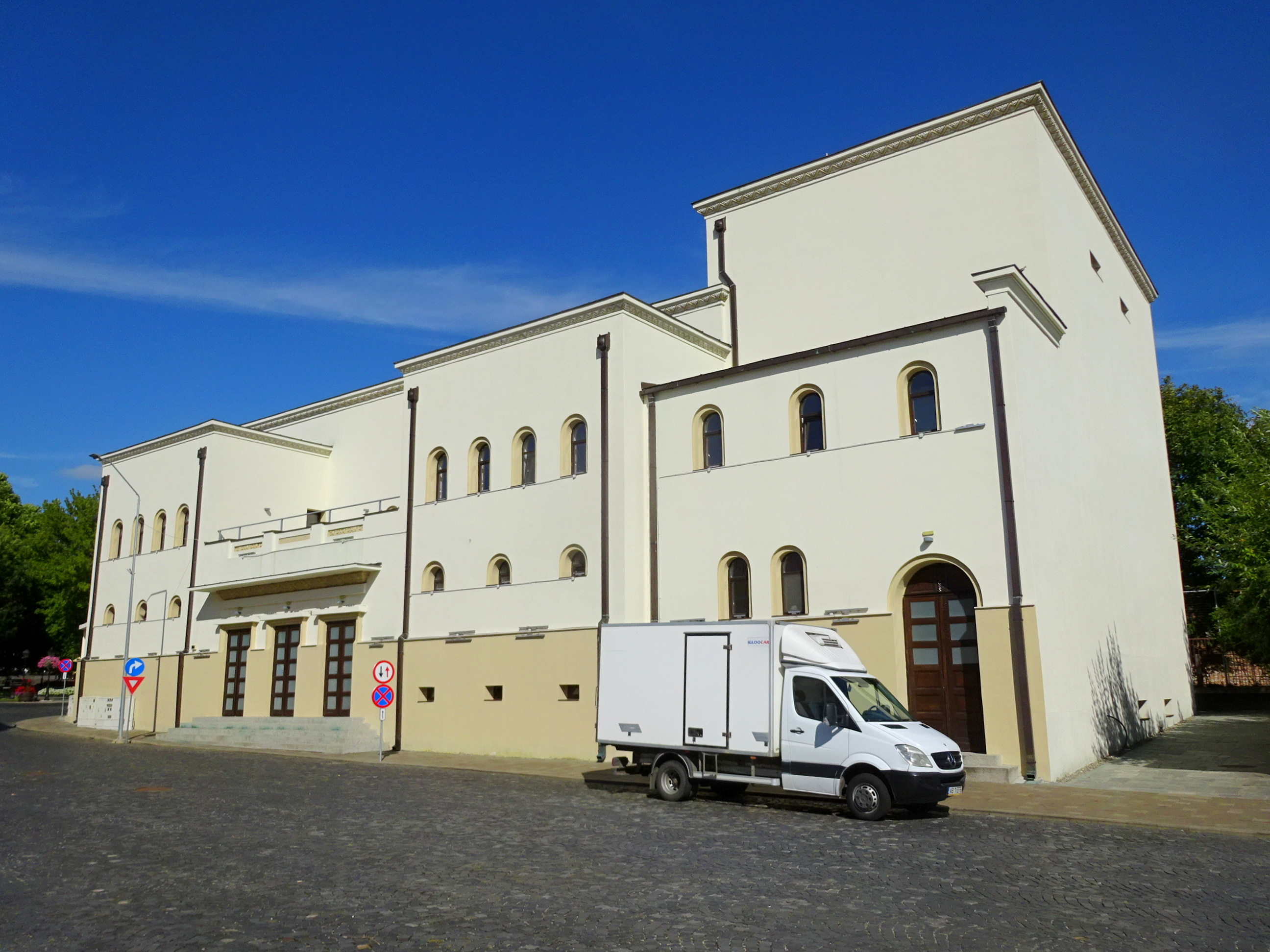
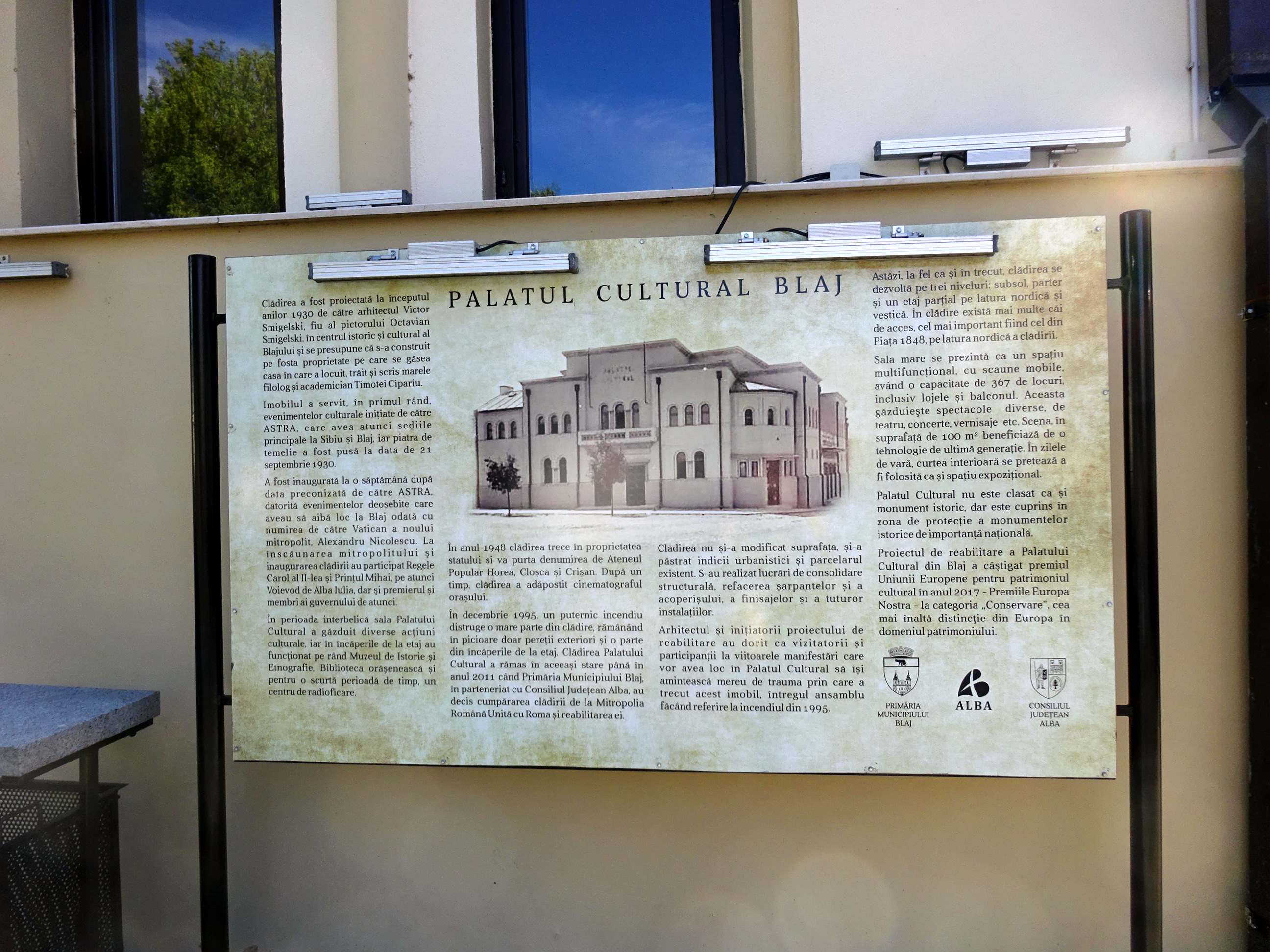
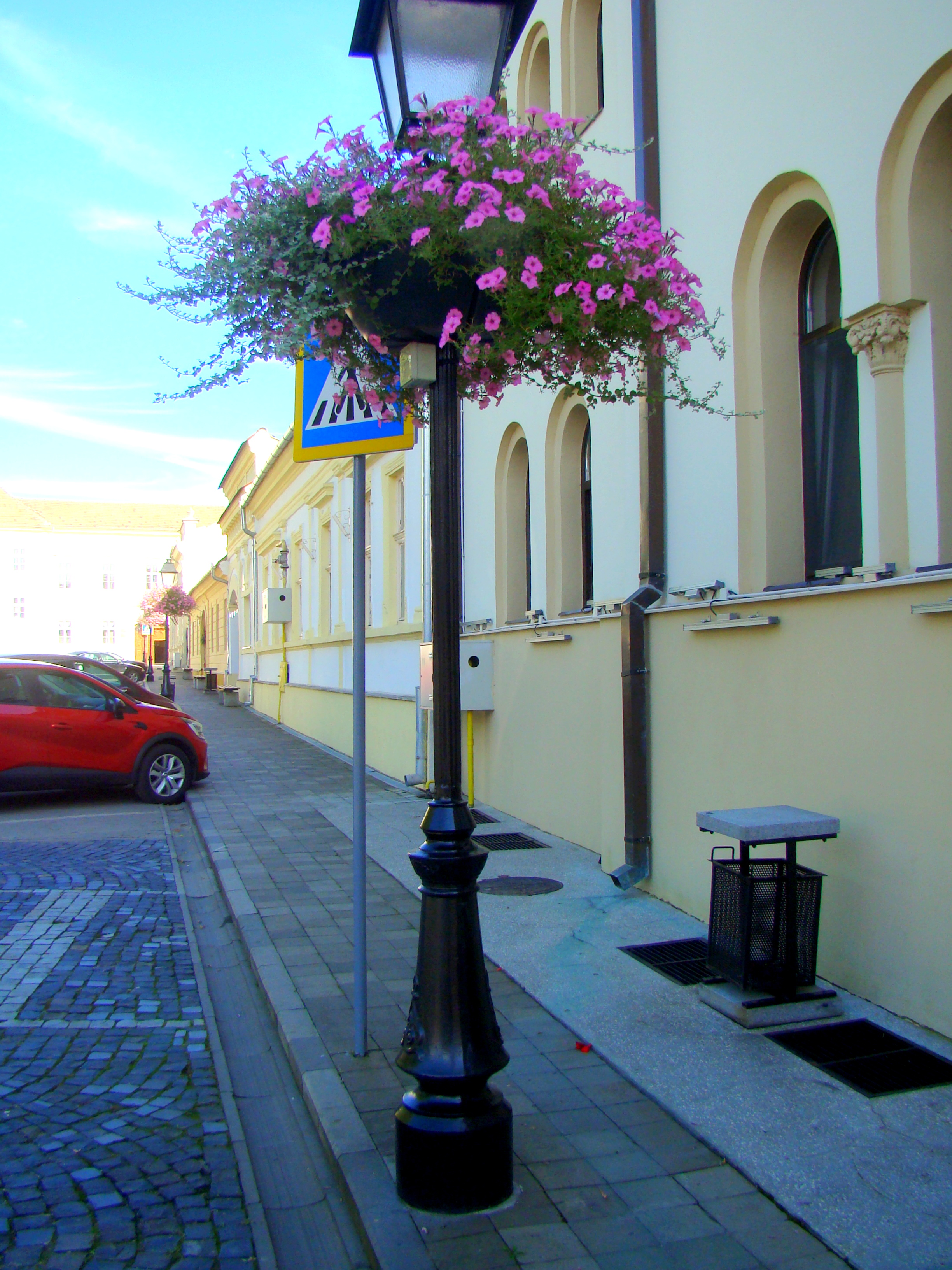
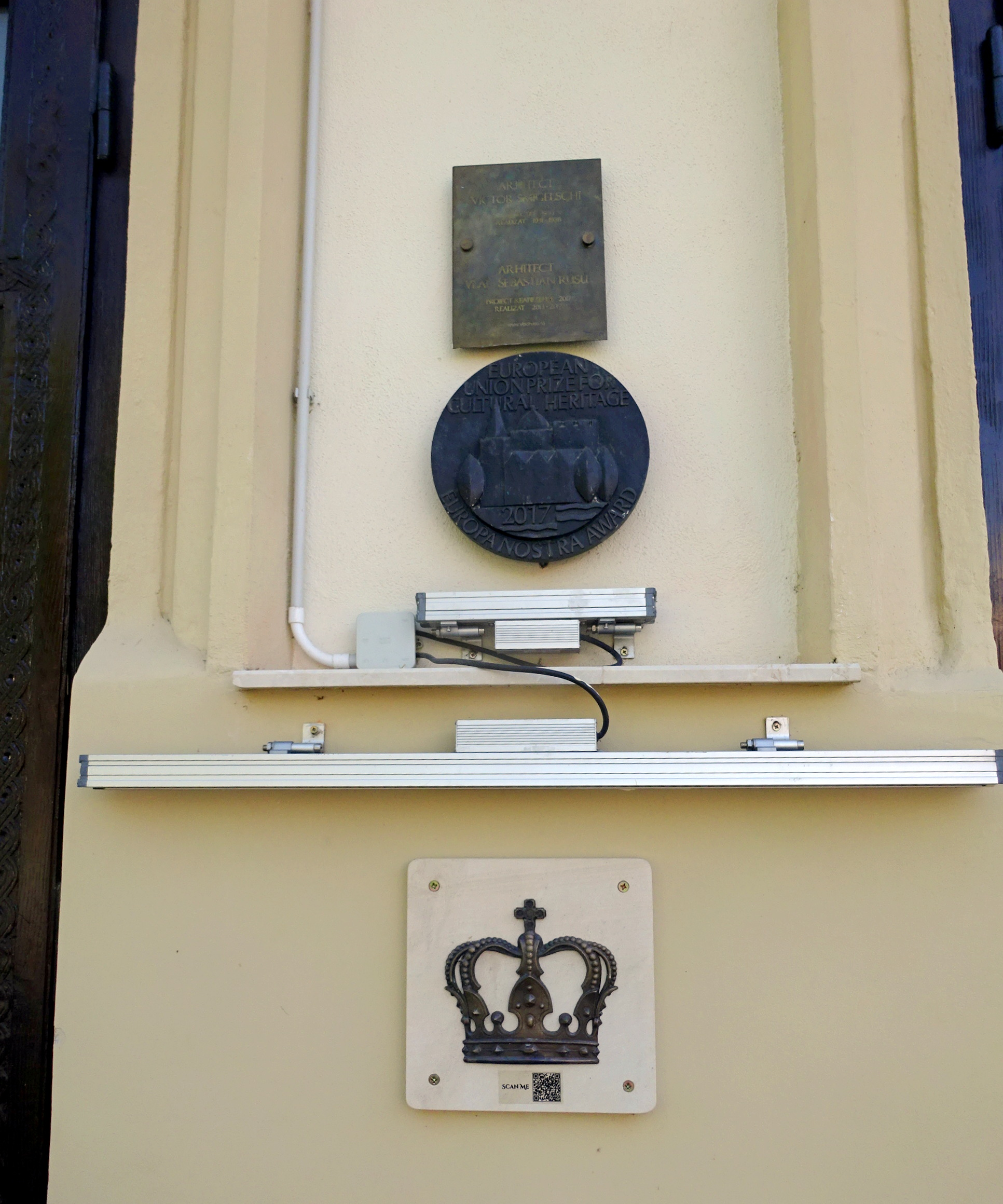
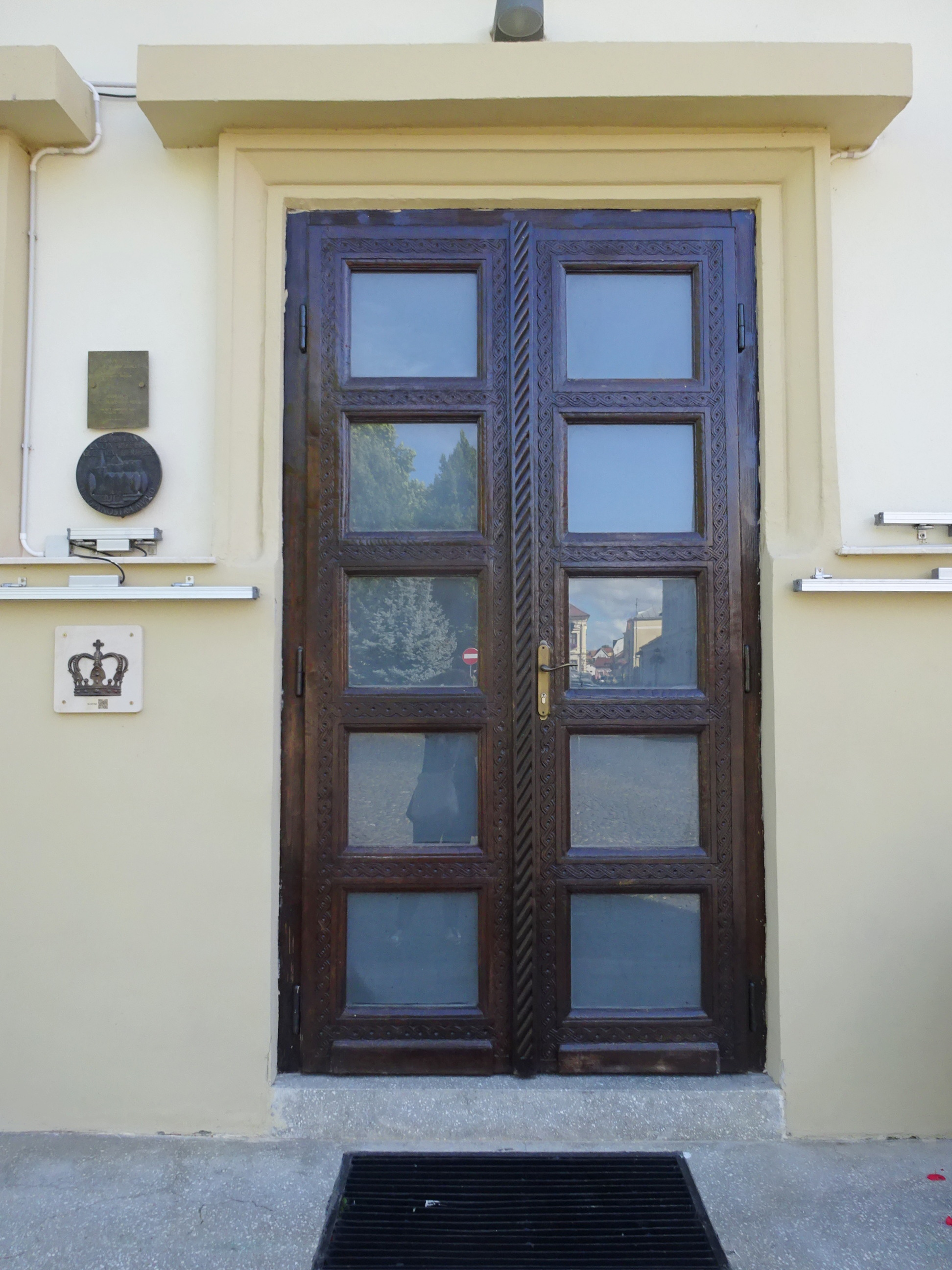
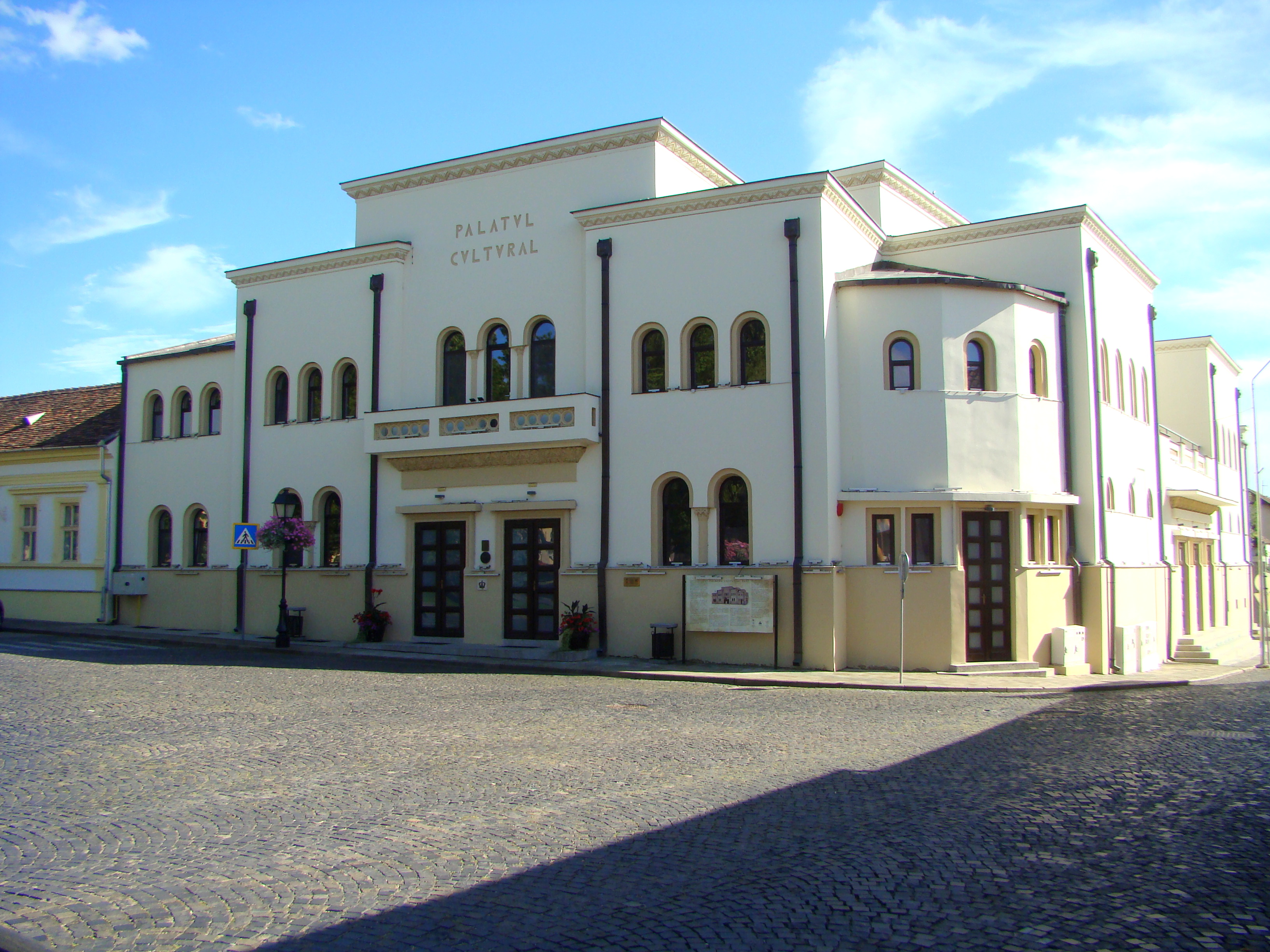
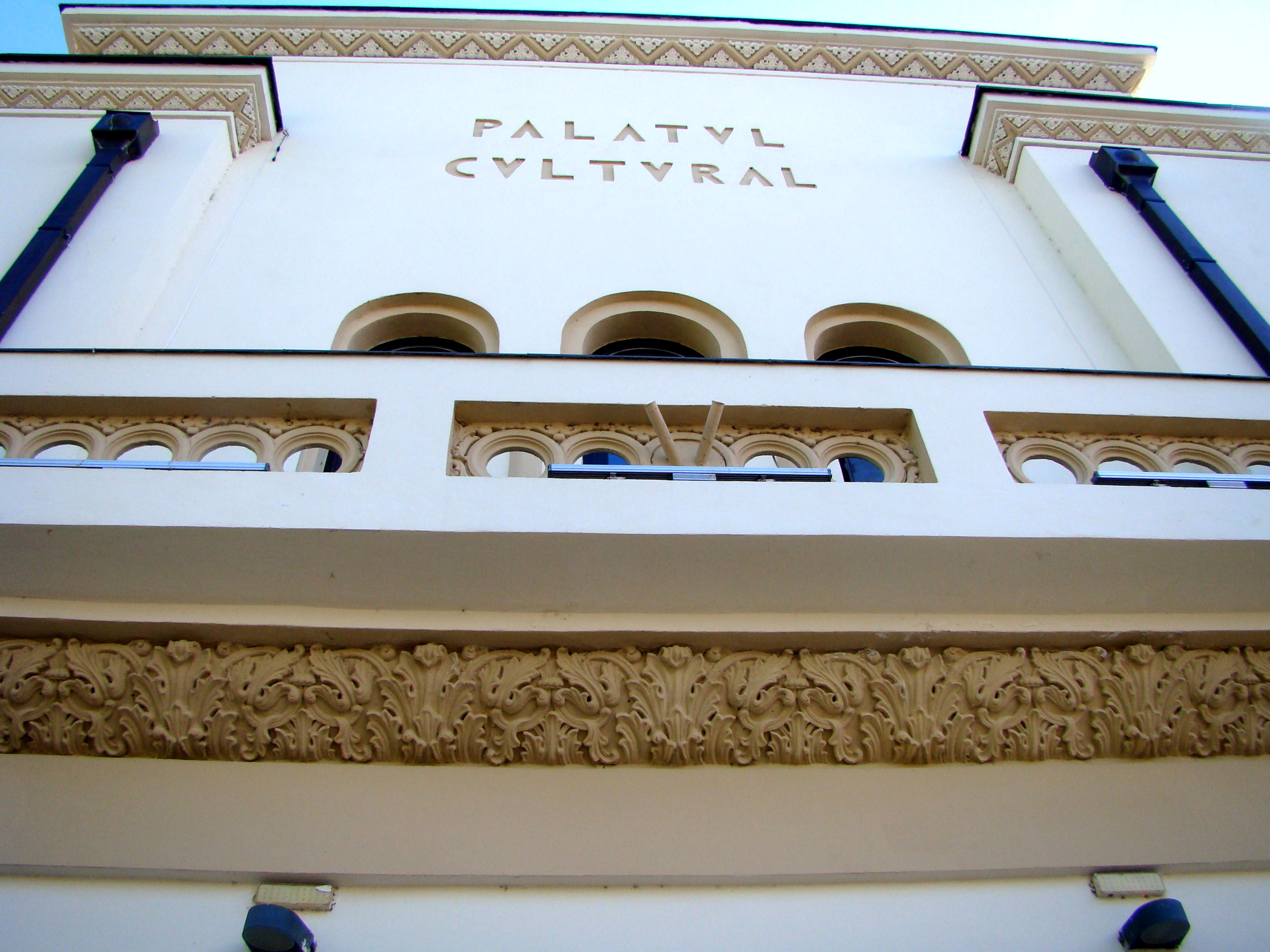
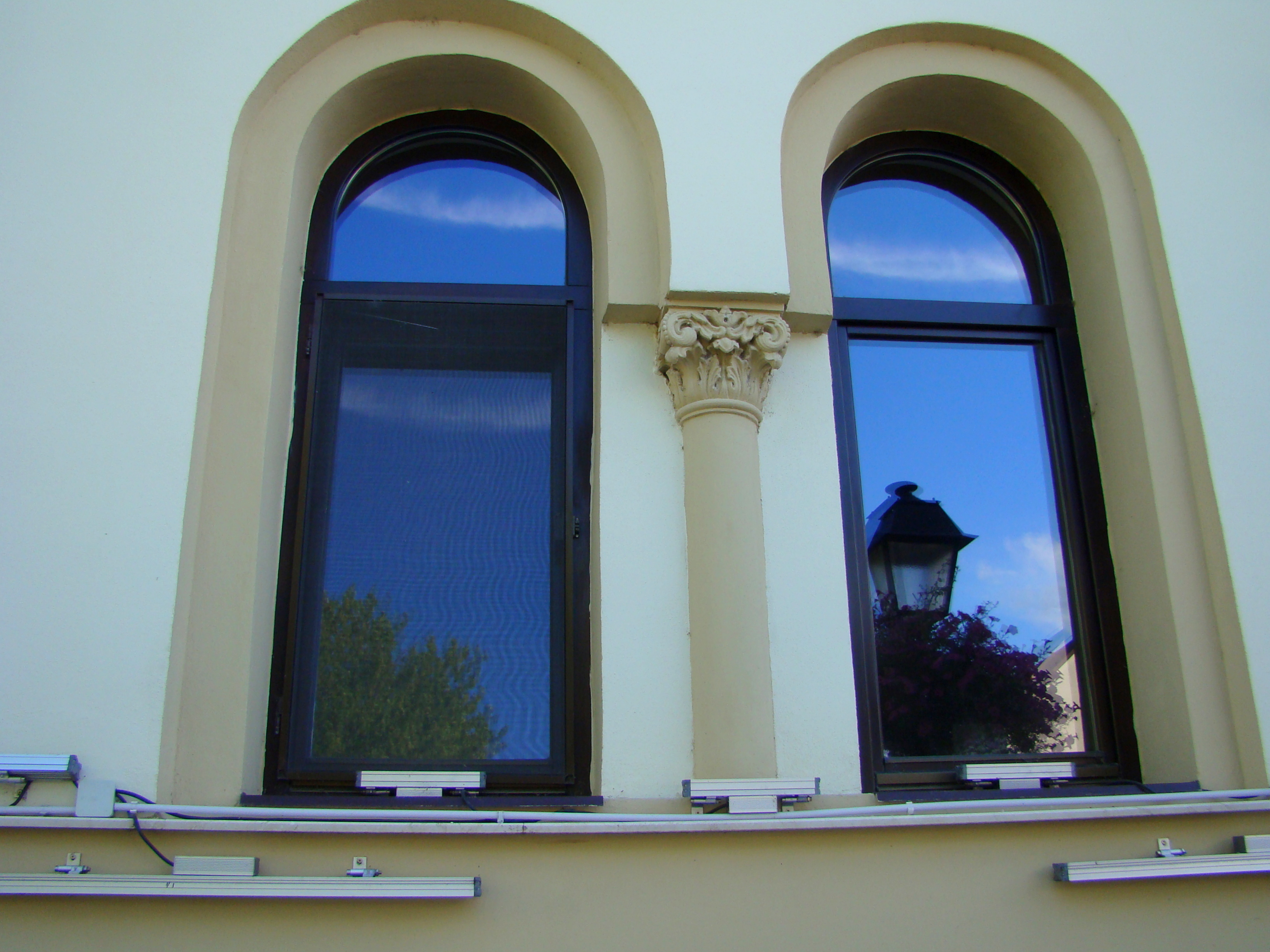
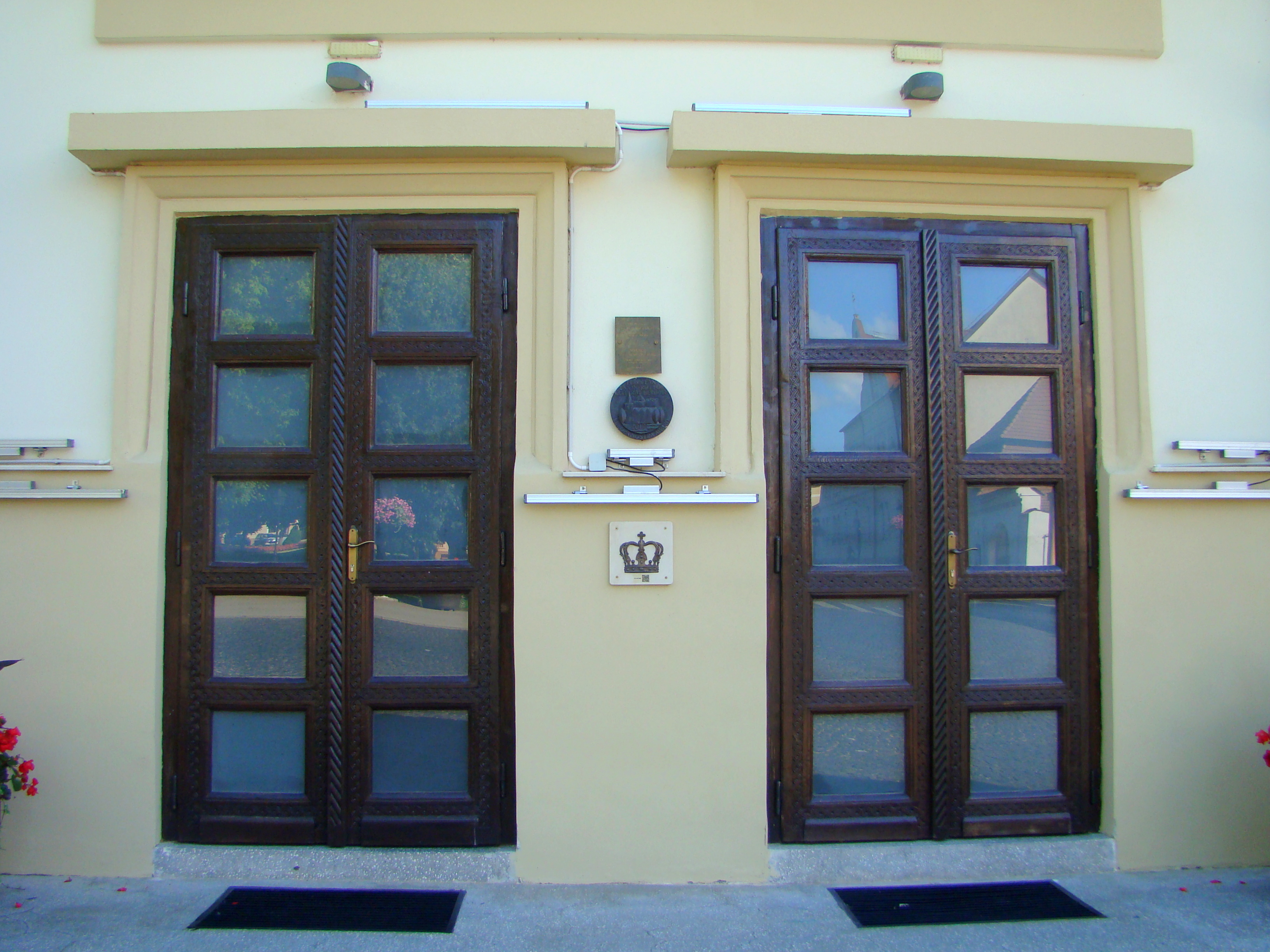
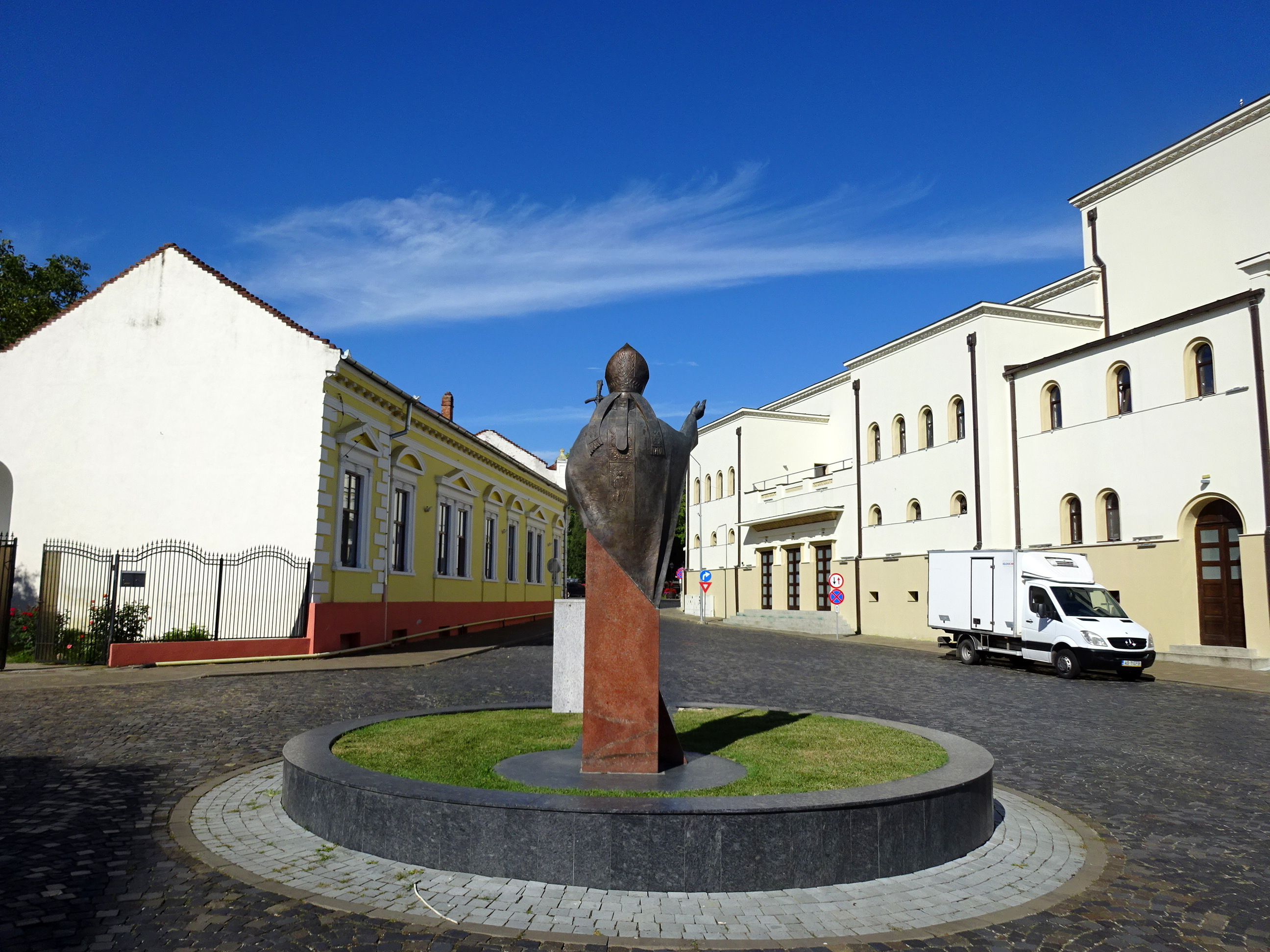

## Imagini din interior

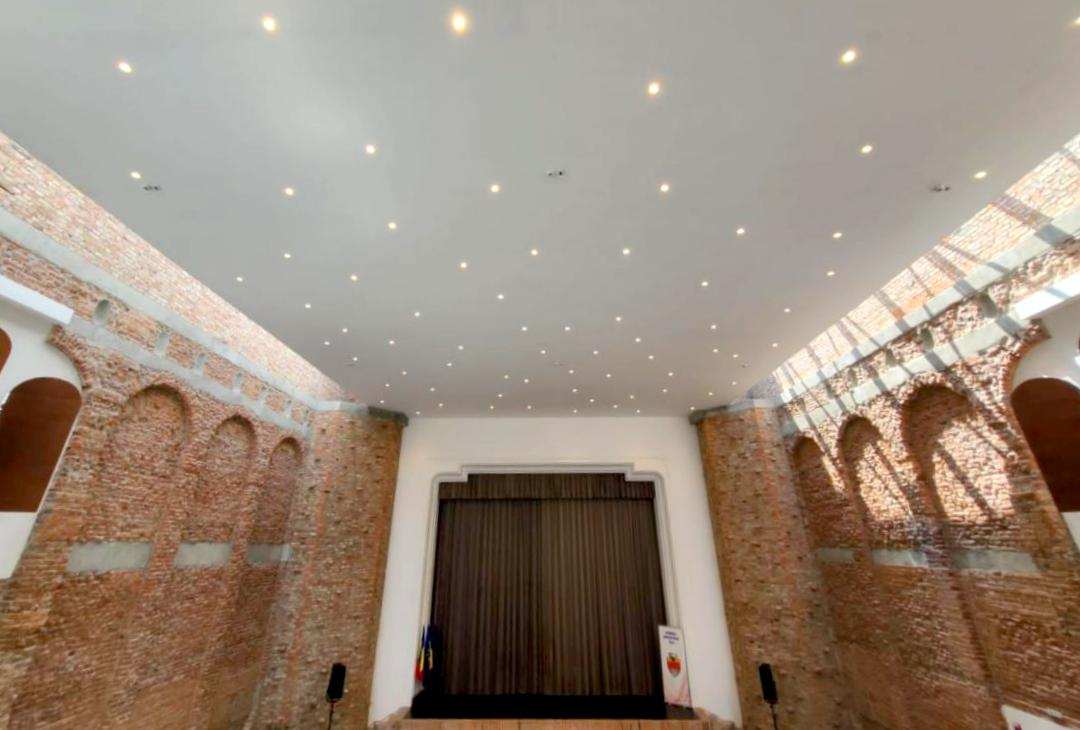
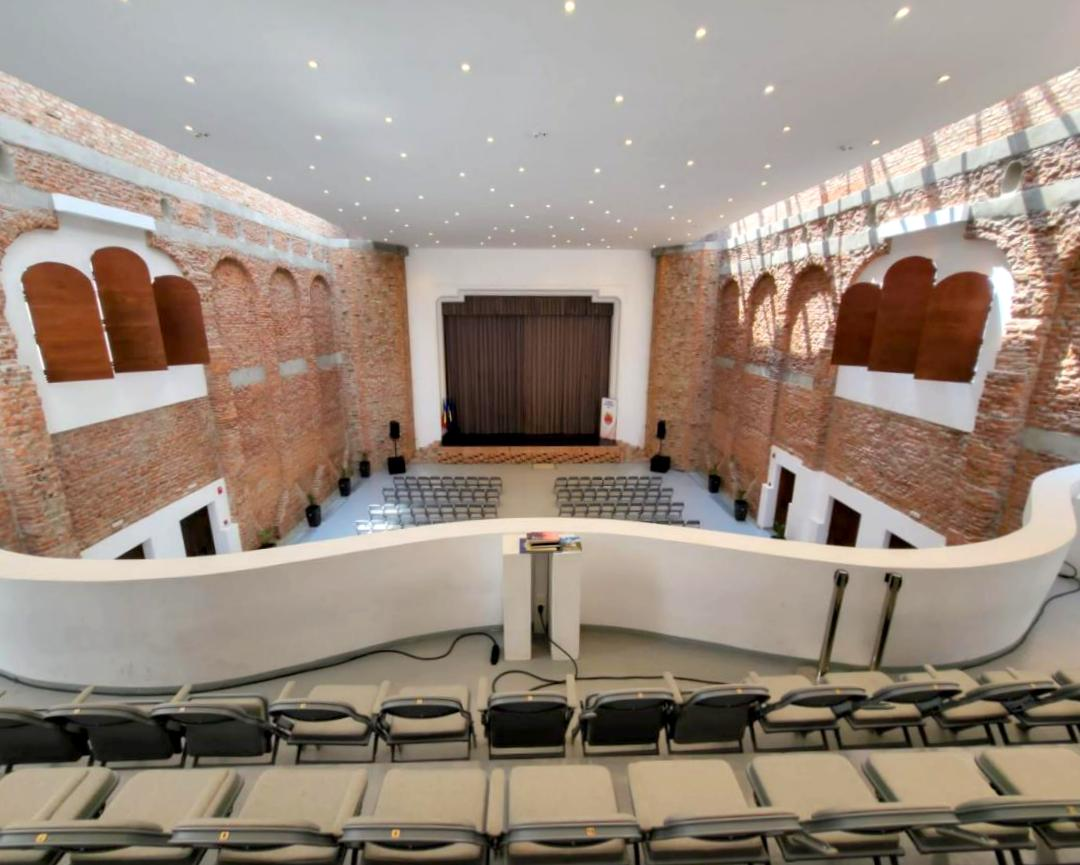
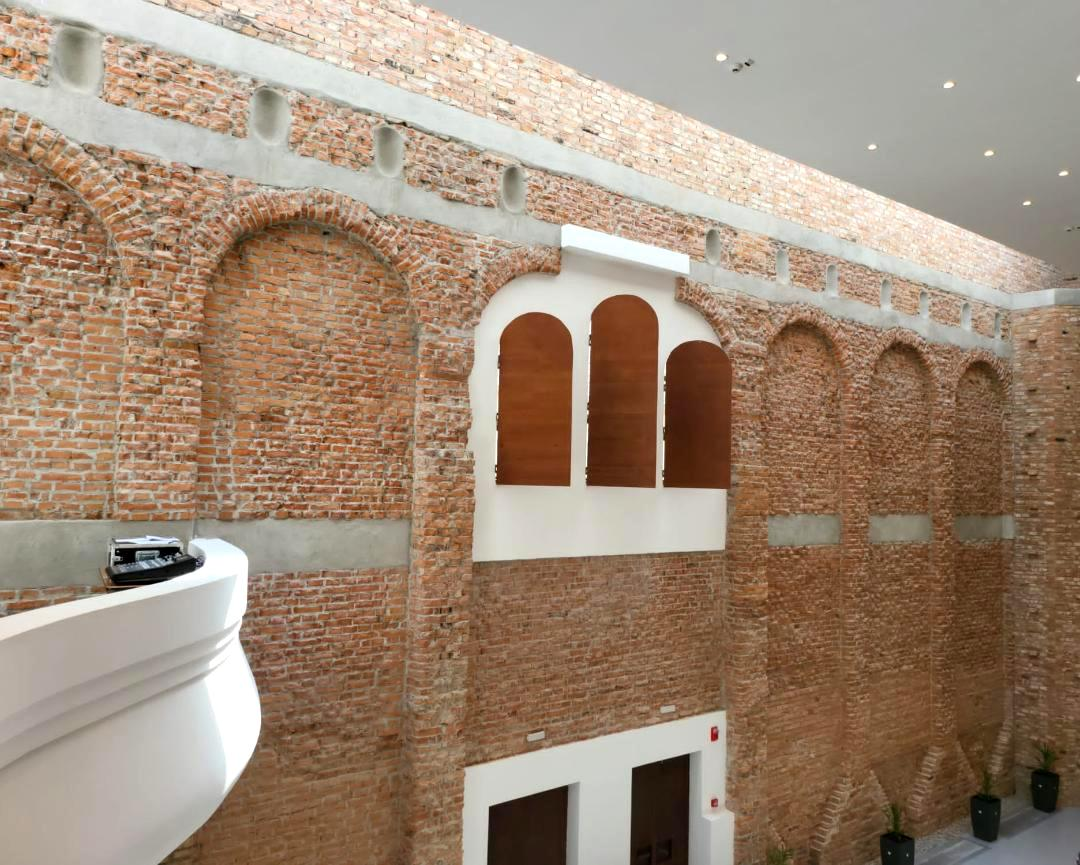
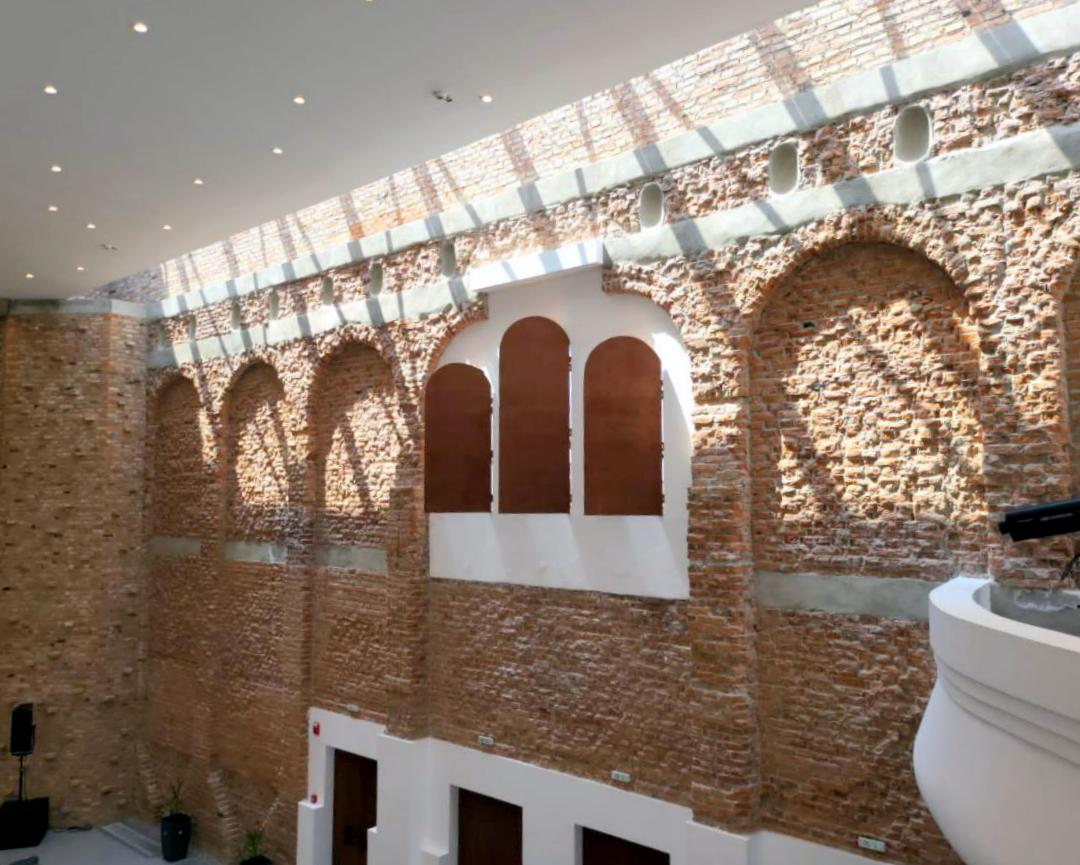
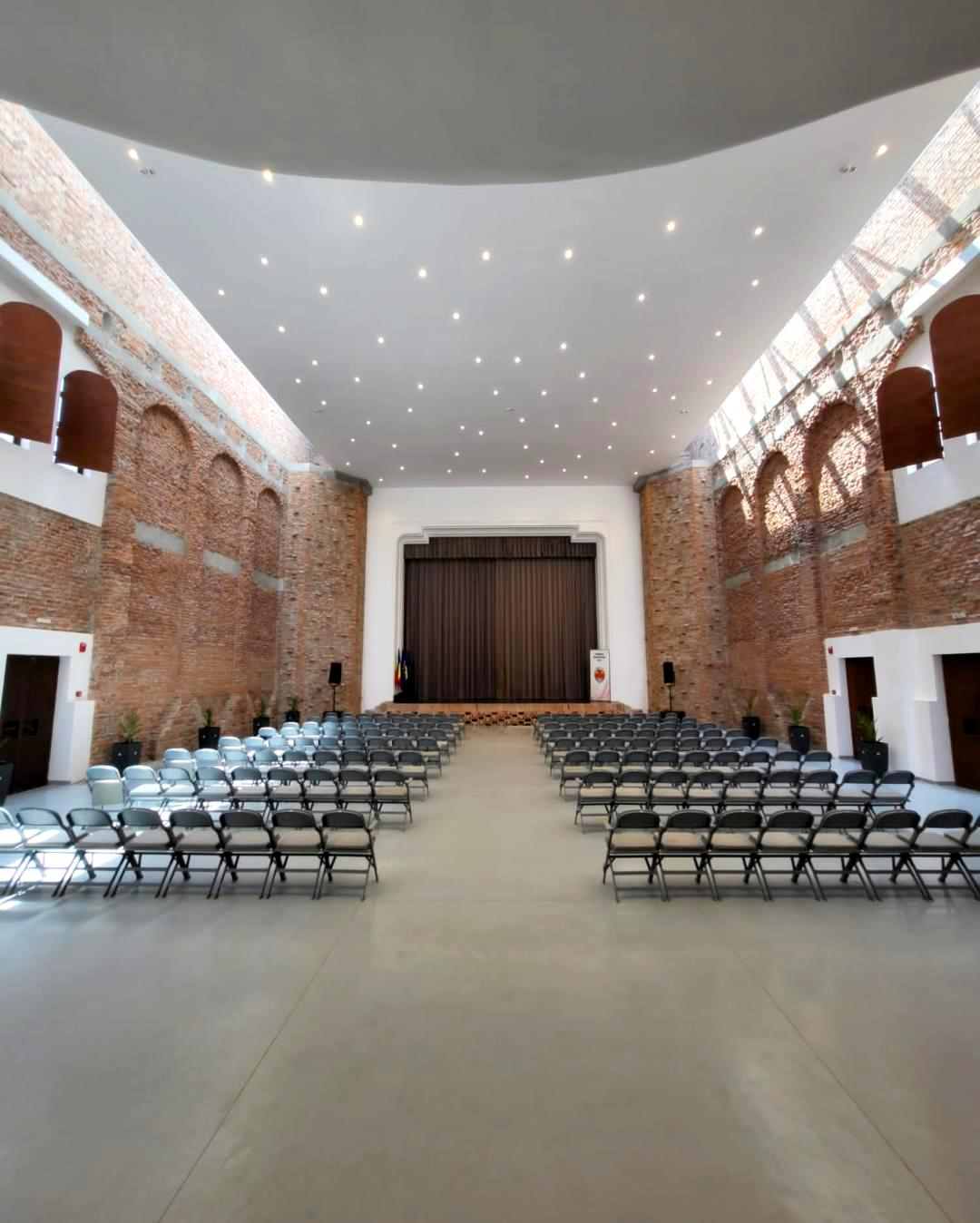
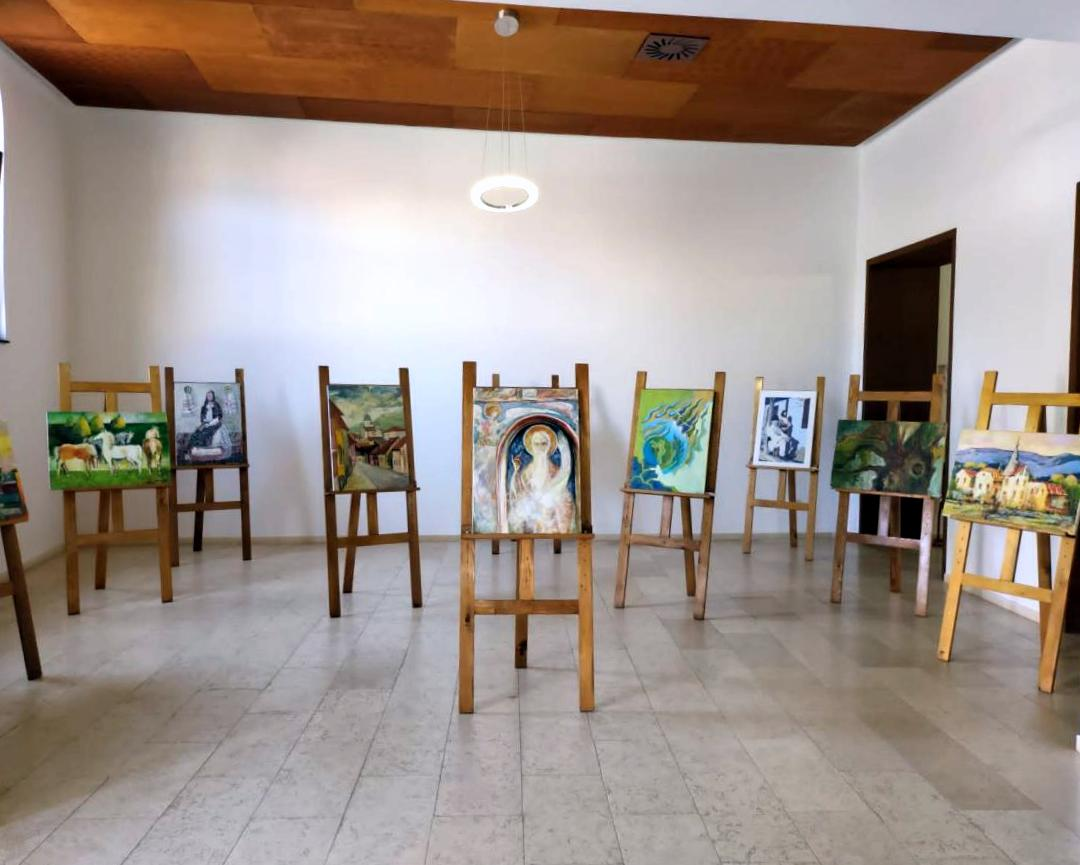
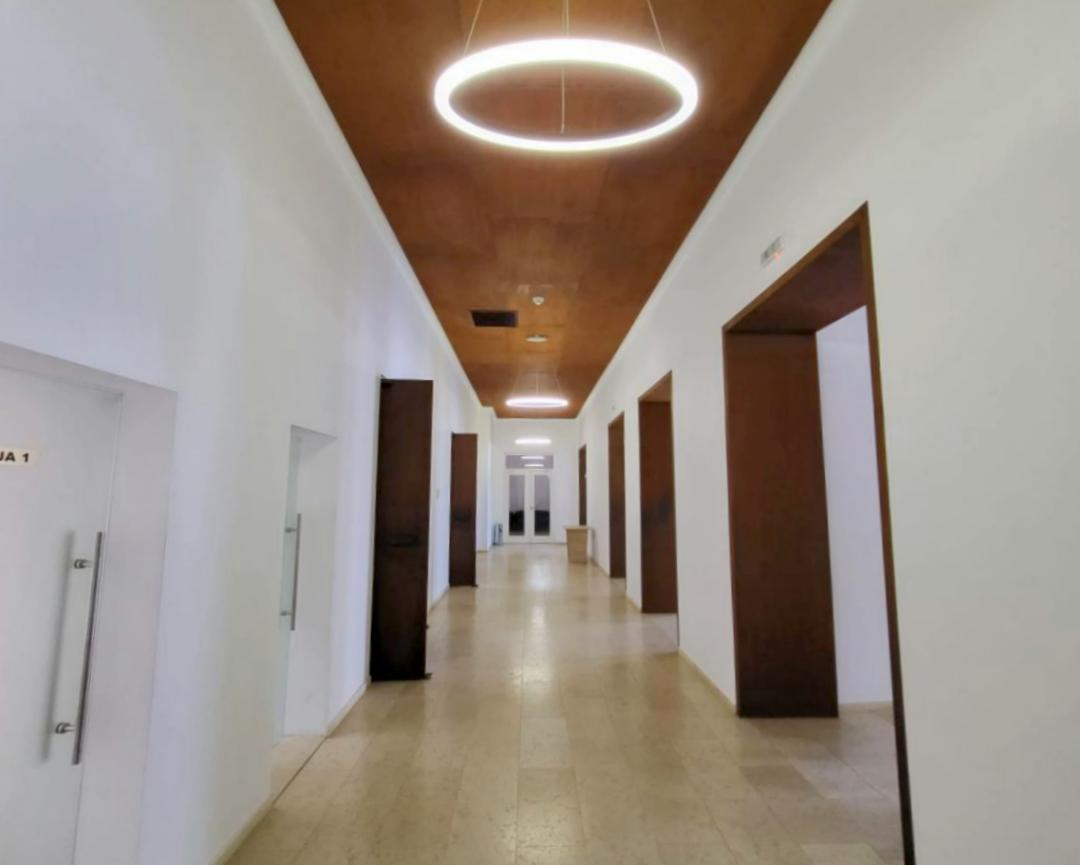
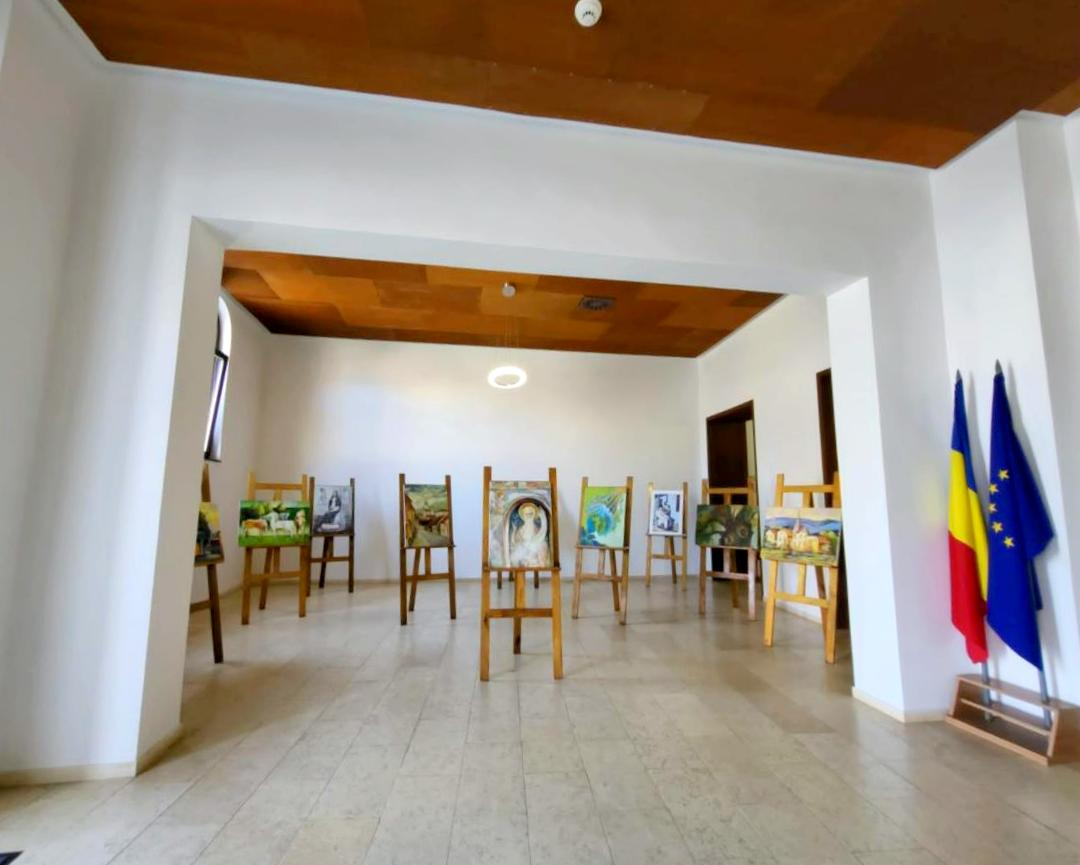
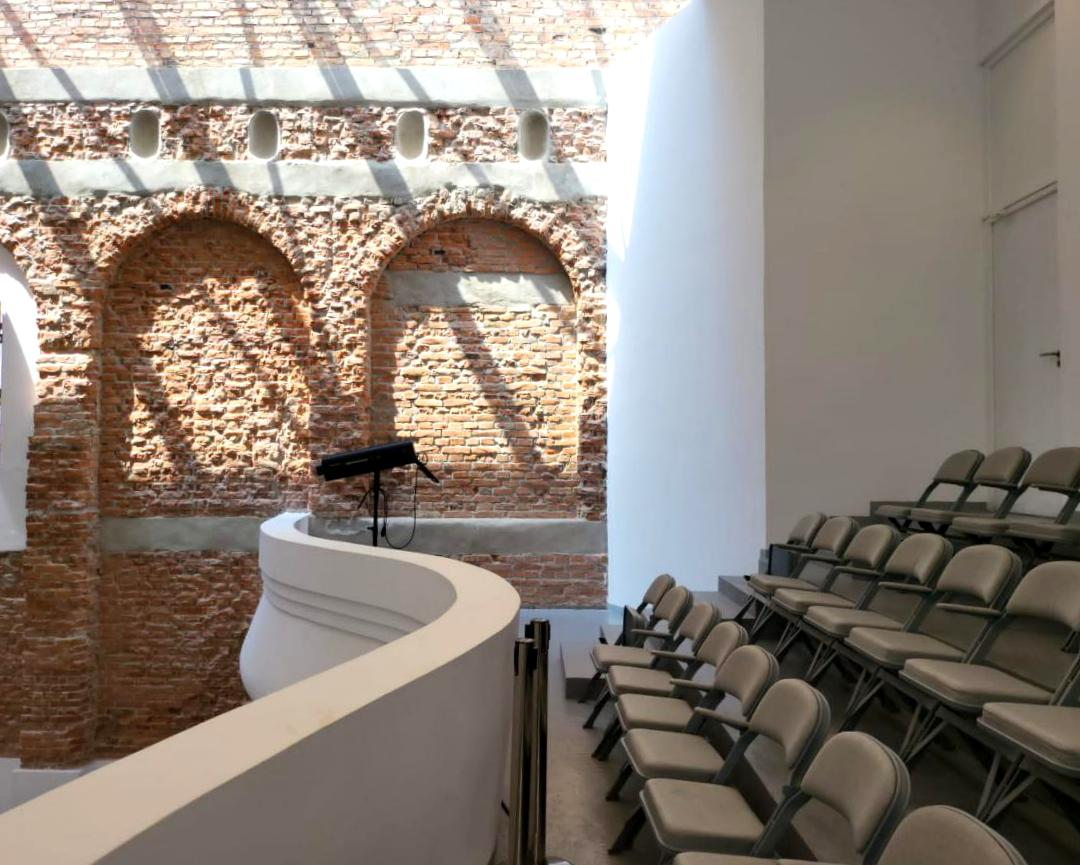
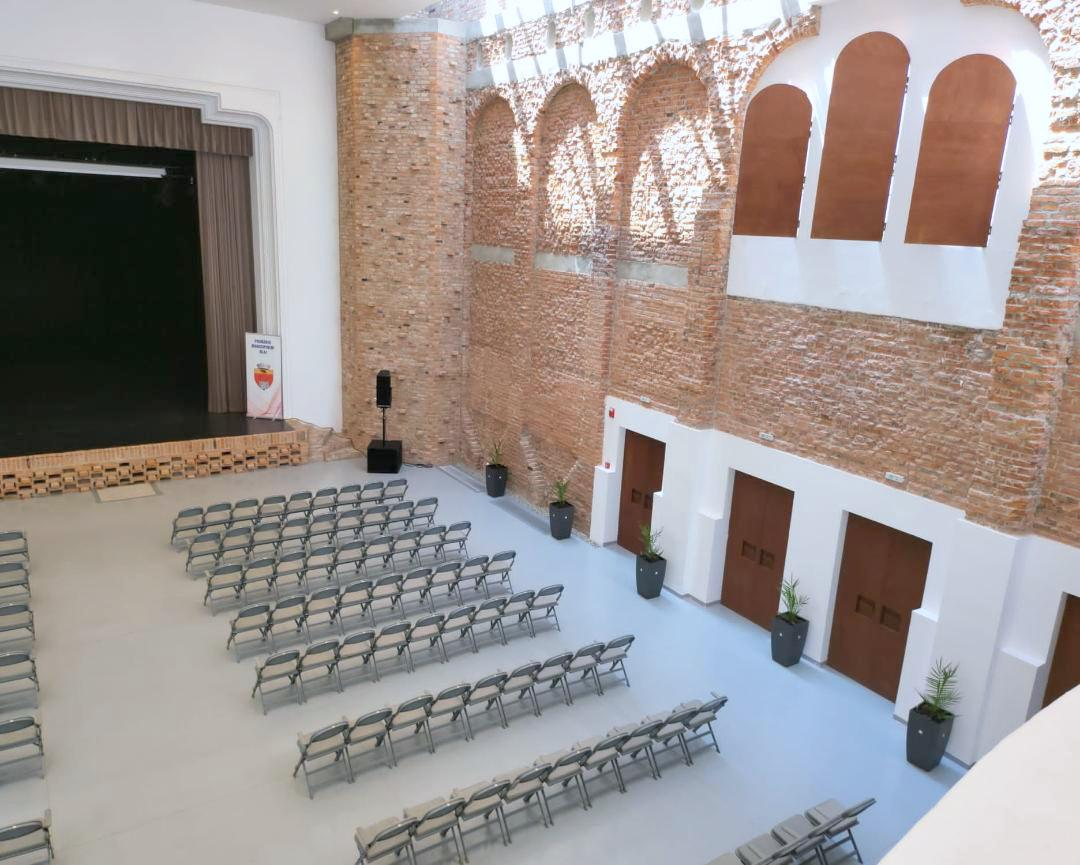
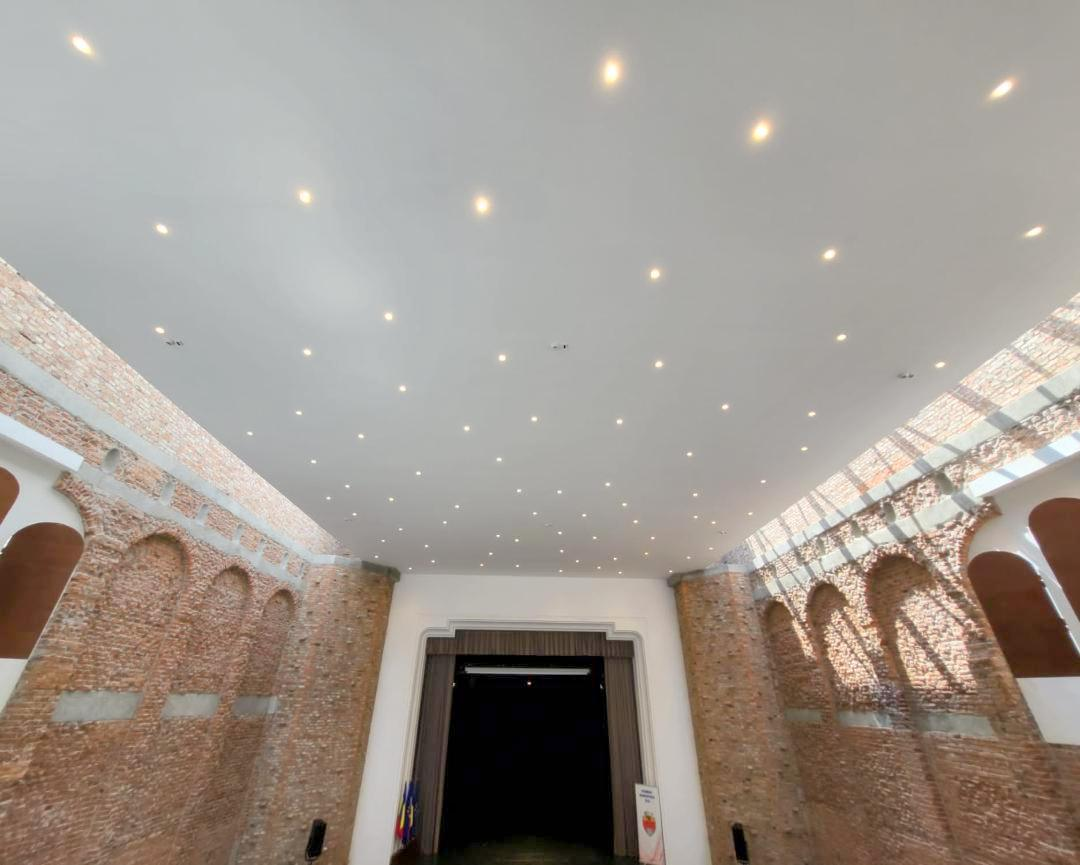
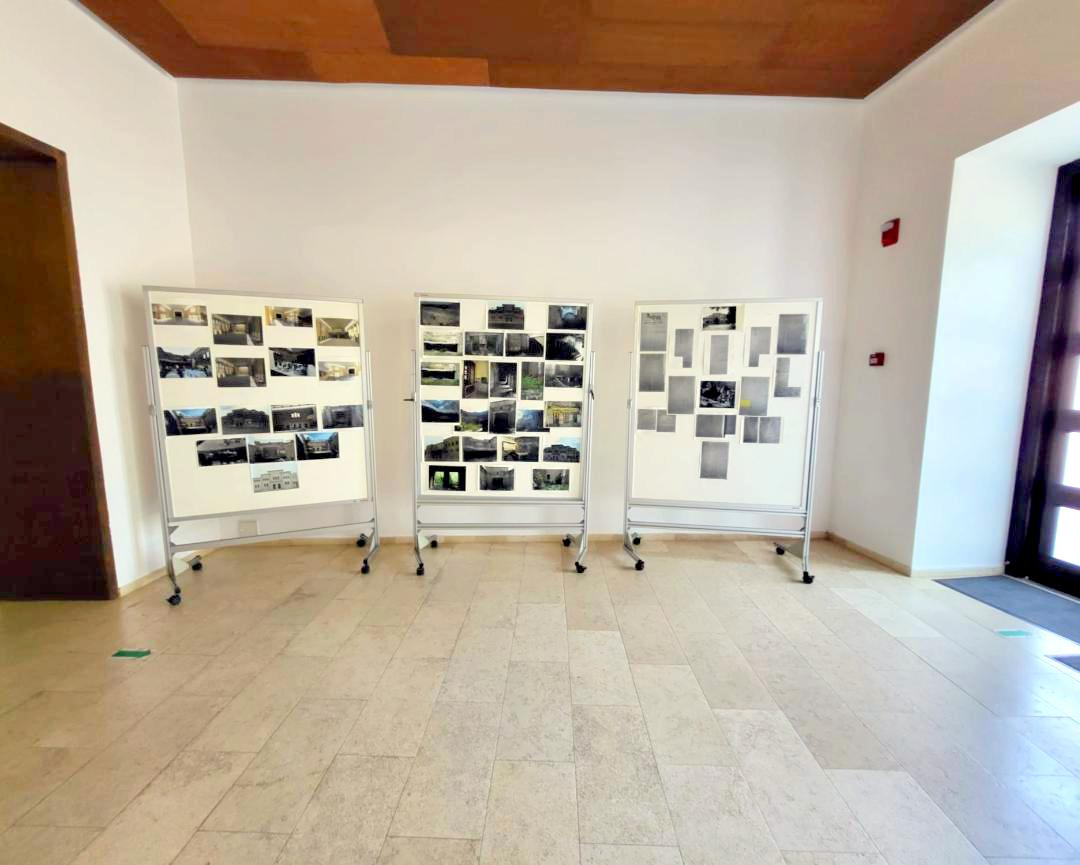

## Vezi și
- Blaj